# Lycaena tityrus

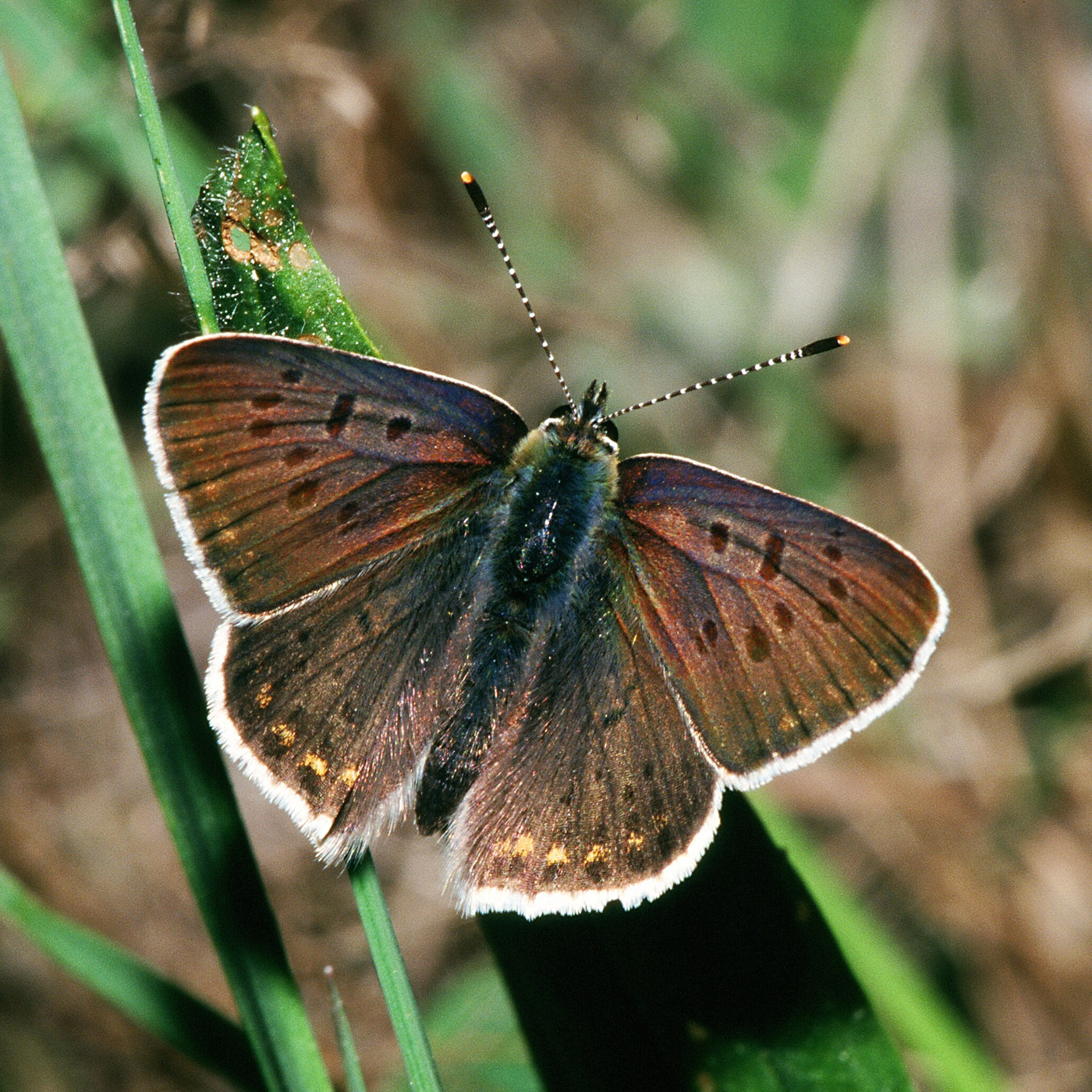
Lycaena tityrus, macho

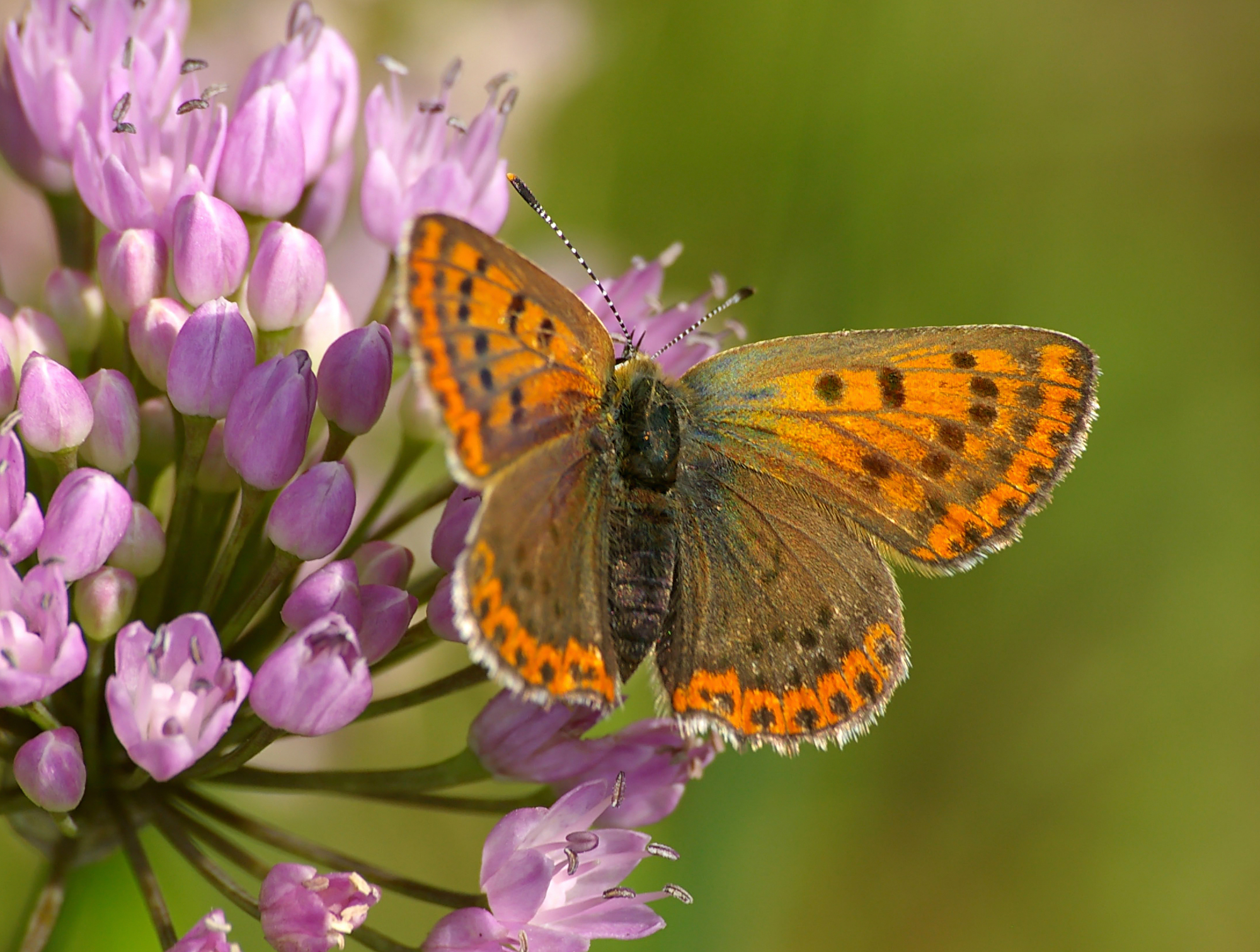
Lycaena tityrus, hembra

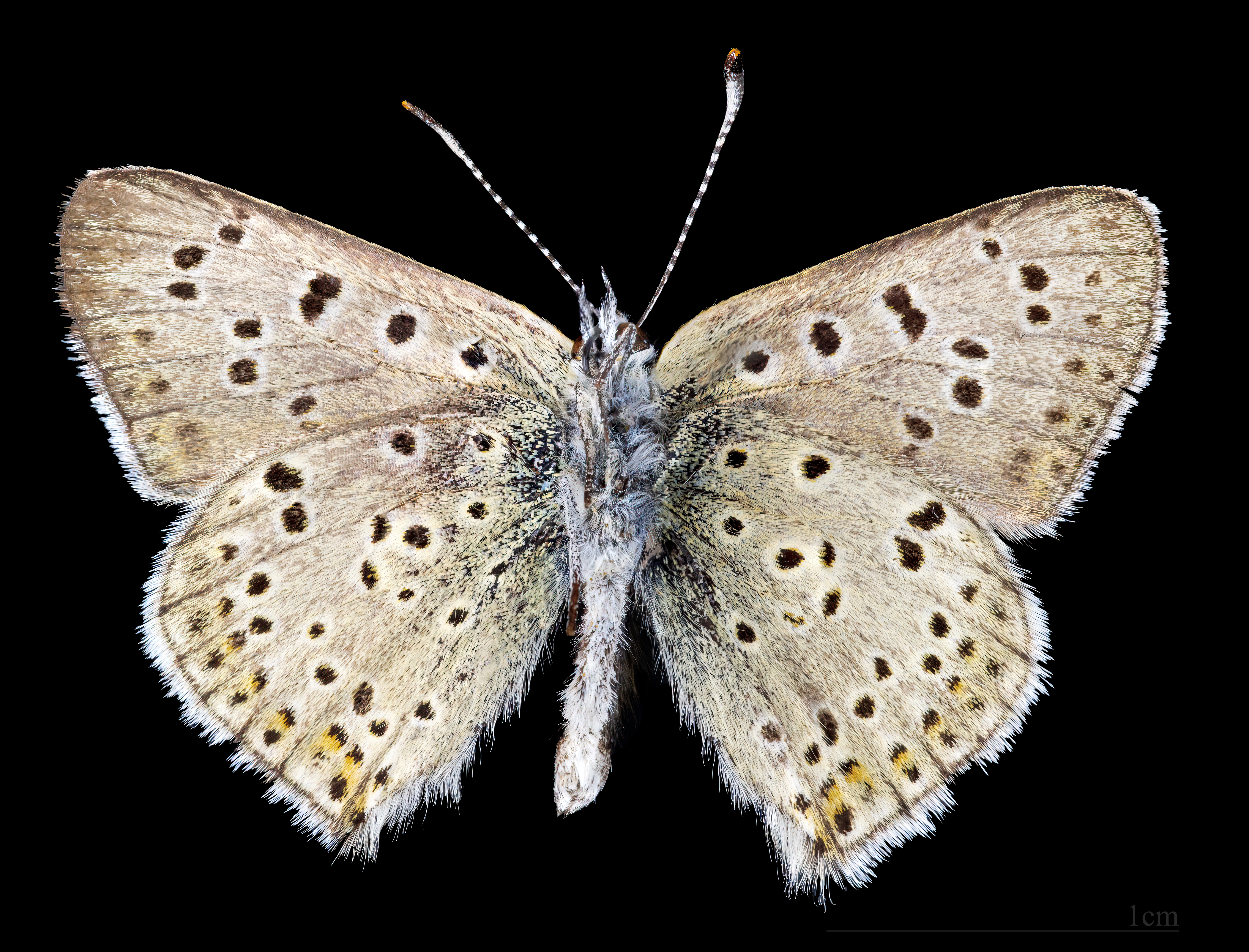
Lycaena tityrus ♀ △

Lycaena tityrus, conocida como manto oscuro, es una mariposa de la familia Lycaenidae.

## Características
La parte superior del macho es de color marrón con manchas negruzcas. A lo largo del borde posterior hay unas pocas manchas de color naranja. Las alas delanteras de la hembra son más redondeadas y un poco más naranja que en el macho, y ella tiene más manchas de color naranja a lo largo de los bordes de las alas delanteras y traseras, de lo contrario, son bastante similares en la parte superior.
La parte inferior es similar en ambos sexos, de un color amarillo grisáceo, manchas oscuras y manchas de color naranja a lo largo de los bordes de las alas. 

## Biología
La larva es de color verde y puede llegar a tener hasta 20 milímetros de largo. hiberna como larva joven.
Su plantas hospederas son especies de acedera Rumex como R. acetosa.

## Periodo de vuelo
Es una especie polivoltina en lugares cálidos, de abril a octubre, bivoltina en lugares más frescos, de mayo y junio y de julio a septiembre, vuela de 50 a 2500 metros de altitud.

## Distribución
Habita el sur y centro de Europa, llega a Italia, Sicilia, Grecia y Turquía, el sur de Rusia, hasta la cordillera de Altái. En los países nórdicos está a nivel local en Dinamarca. En España se encuentra en la mitad norte eurosiberiana, entre los Pirineos y Galicia además del sistema Ibérico norte. Es sustituida por Lycaena bleusei en gran parte del centro Peninsular.

## Hábitat
Su hábitat son prados con flores.